# Théville
Théville est une commune française, située dans le département de la Manche en région Normandie, peuplée de 311 habitants.

## Géographie

### Localisation
Théville est une petite commune, enclavée, sans façade maritime, du Val de Saire, traversée par l'axe Saint-Pierre-Église-Cherbourg, qui couvre une superficie de 777 hectares. Le village étant toutefois en retrait de la grande route.
Les communes limitrophes sont Brillevast, Carneville, Clitourps, Vicq-sur-Mer, Gonneville-Le Theil et Saint-Pierre-Église.

### Géologie et relief
Son altitude varie de 59 à 136 m au carrefour de la D 355 et D 26. Dans cette commune, l'arkose est la roche dominante[réf. nécessaire].

### Hydrographie
La commune est située dans le bassin Seine-Normandie. Elle est drainée par le cours d'eau 01 de la Lande Mouret, le cours d'eau 01 des Braux, le cours d'eau 01 des Eaux, le cours d'eau 01 du Hameau Dudevie, le cours d'eau 08 de la Butte, le No et le ruisseau de la Fontaine du Saule,,.

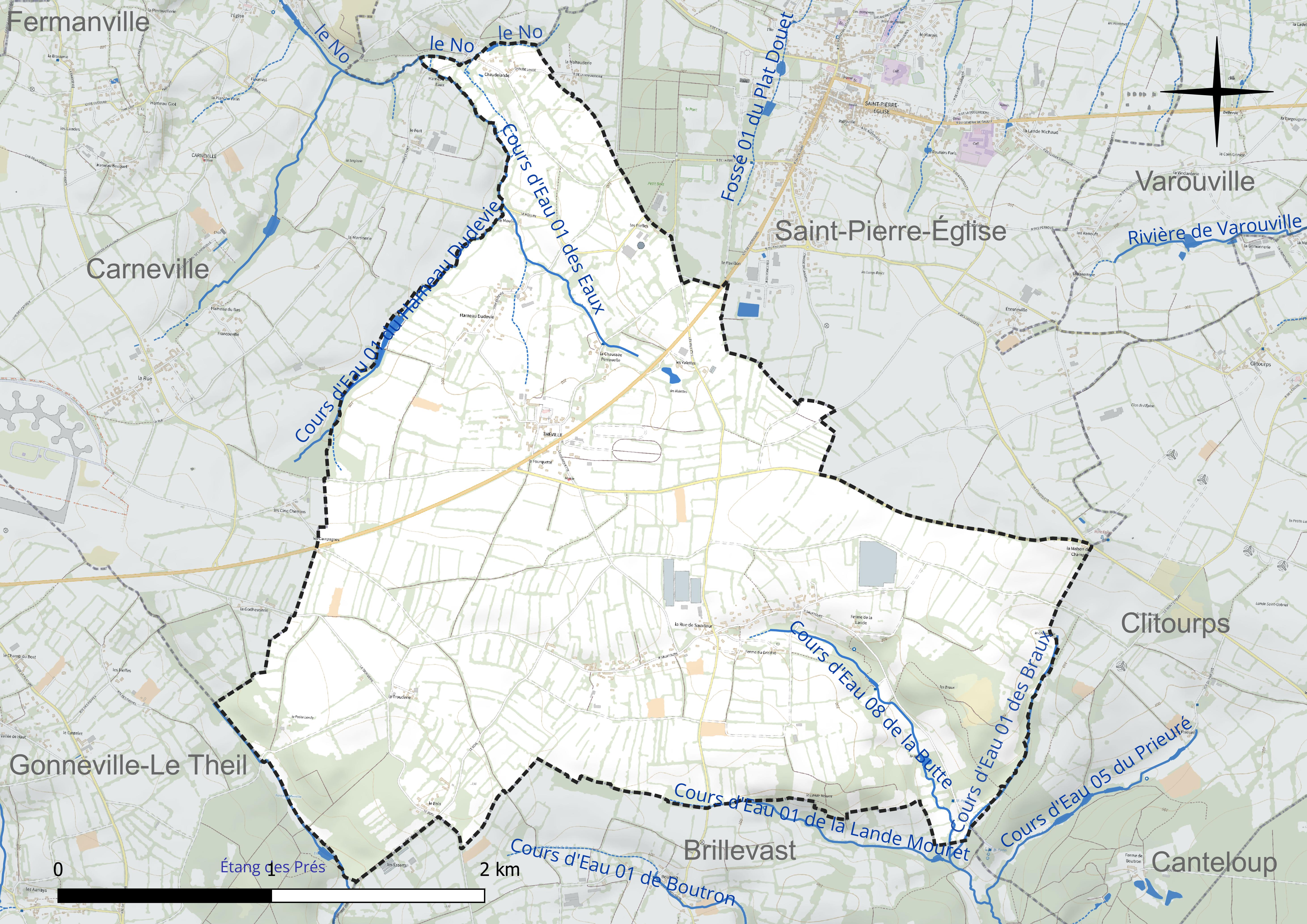
Réseau hydrographique de Théville.

### Climat
Pour des articles plus généraux, voir Climat de la Normandie et Climat de la Manche.
En 2010, le climat de la commune est de type climat océanique franc, selon une étude du CNRS s'appuyant sur une série de données couvrant la période 1971-2000. En 2020, Météo-France publie une typologie des climats de la France métropolitaine dans laquelle la commune est exposée à un climat océanique et est dans la région climatique  Normandie (Cotentin, Orne), caractérisée par une pluviométrie relativement élevée (850 mm/a) et un été frais (15,5 °C) et venté. Parallèlement le GIEC normand, un groupe régional d’experts sur le climat, différencie quant à lui, dans une étude de 2020, trois grands types de climats pour la région Normandie, nuancés à une échelle plus fine par les facteurs géographiques locaux. La commune est, selon ce zonage, exposée à un « climat maritime », correspondant au Cotentin et à l'ouest du département de la Manche, frais, humide et pluvieux, où les contrastes pluviométrique et thermique sont parfois très prononcés en quelques kilomètres quand le relief est marqué.
Pour la période 1971-2000, la température annuelle moyenne est de 10,7 °C, avec une amplitude thermique annuelle de 11,3 °C. Le cumul annuel moyen de précipitations est de 988 mm, avec 14,6 jours de précipitations en janvier et 8,7 jours en juillet. Pour la période 1991-2020, la température moyenne annuelle observée sur la station météorologique la plus proche, située sur la commune de Gonneville-Le Theil à 4 km à vol d'oiseau, est de 11,0 °C et le cumul annuel moyen de précipitations est de 940,4 mm,. Pour l'avenir, les paramètres climatiques de la commune estimés pour 2050 selon différents scénarios d’émission de gaz à effet de serre sont consultables sur un site dédié publié par Météo-France en novembre 2022.

## Urbanisme

### Typologie
Au 1er janvier 2024, Théville est catégorisée commune rurale à habitat dispersé, selon la nouvelle grille communale de densité à sept niveaux définie par l'Insee en 2022.
Elle est située hors unité urbaine.
Par ailleurs la commune fait partie de l'aire d'attraction de Cherbourg-en-Cotentin, dont elle est une commune de la couronne,. Cette aire, qui regroupe 77 communes, est catégorisée dans les aires de 50 000 à moins de 200 000 habitants,.

### Occupation des sols
L'occupation des sols de la commune, telle qu'elle ressort de la base de données européenne d’occupation biophysique des sols Corine Land Cover (CLC), est marquée par l'importance des territoires agricoles (92,9 % en 2018), en augmentation par rapport à 1990 (90,2 %).
La répartition détaillée en 2018 est la suivante : prairies (38,8 %), terres arables (35,6 %), zones agricoles hétérogènes (18,5 %), forêts (7,1 %).

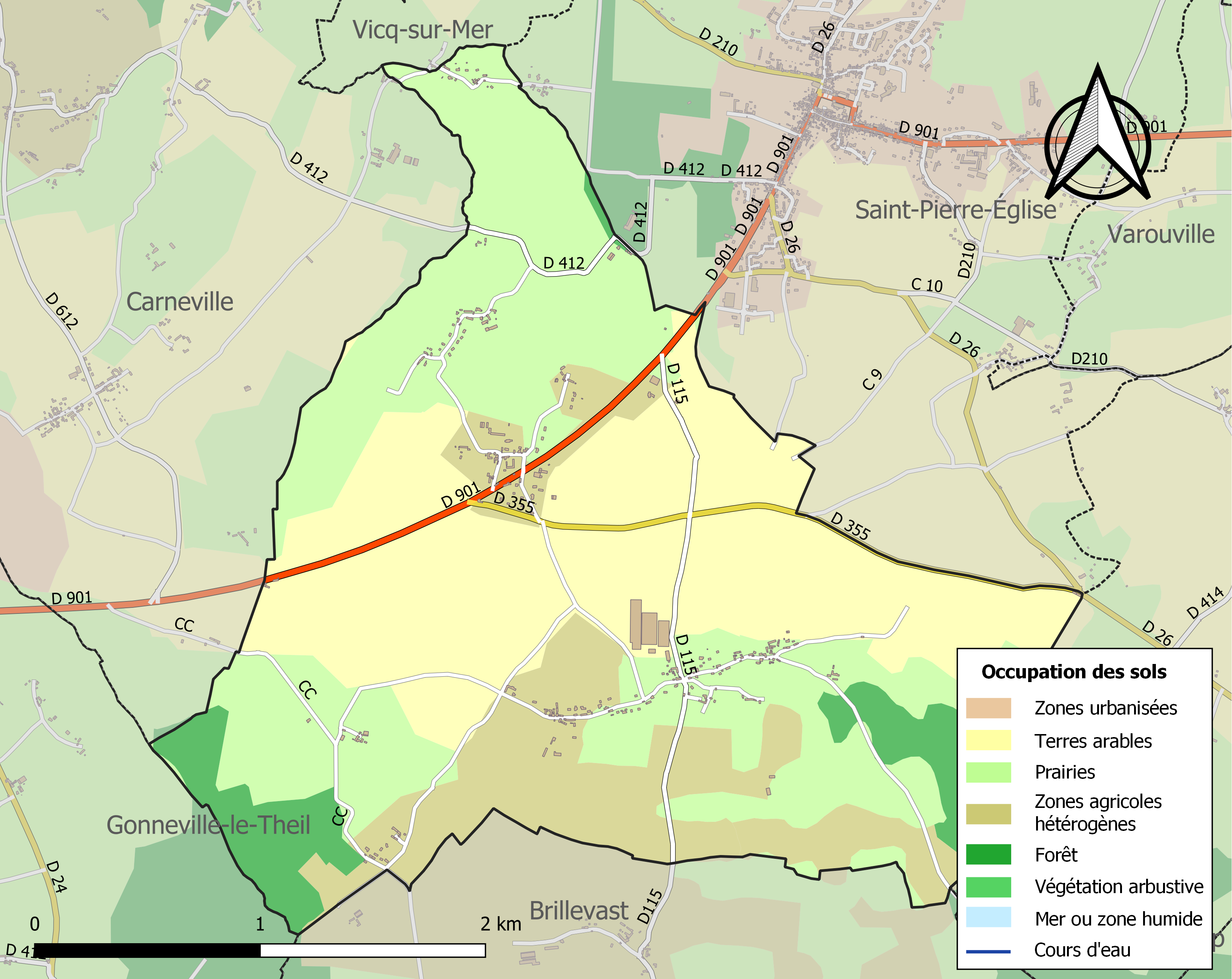
Carte des infrastructures et de l'occupation des sols de la commune en 2018 (CLC).

L'évolution de l’occupation des sols de la commune et de ses infrastructures peut être observée sur les différentes représentations cartographiques du territoire : la carte de Cassini (XVIIIe siècle), la carte d'état-major (1820-1866) et les cartes ou photos aériennes de l'IGN pour la période actuelle (1950 à aujourd'hui).

## Toponymie
Le nom de la localité est attesté sous les formes Théville, Tedvilla, Teivilla, Téville, Theyvilla, Villa Teth en 1021-1025[réf. incomplète], Tedvilla (sans date)[réf. incomplète], Thevilla en 1304[réf. incomplète].
Il s'agit d'une formation toponymique médiévale en -ville au sens ancien de « domaine rural » (terme issu du gallo-roman VILLA « grand domaine rural »).
Il est précédé d'une nom de personne, comme dans la plupart des cas, il s'agit ici de Tedo ou Teto, anthroponyme de type germanique[réf. incomplète] ou Teitr, ce dernier étant un nom de personne vieux norrois. La seconde hypothèse s'appuie, outre sur les formes anciennes, compatibles phonétiquement avec cette explication, mais aussi sur le fait que Théville est située dans la zone de diffusion de la toponymie scandinave.
Le gentilé est Thévillais.
Microtoponymie
- La Rue de Sauxtour, lieu-dit de Théville, est attesté sous la forme Sauxetorp en 1292[25].

## Histoire

### Moyen Âge
La seigneurie était la possession de la famille de Théville, dont les armes étaient : d'argent à trois aigles d'or, et qui la conservera jusqu'au début du XIVe siècle.
En 1096, un Robert de Théville accompagna à la première croisade le duc de Normandie, Robert Courteheuse. Lui succéda, Guillaume, fils de Robert Estur de l'Isle, qui donna le patronage de l'église de Théville à l'abbaye de Montebourg. Henry de Tilly, son successeur, confirma cette donation, ainsi que le pape Adrien IV au XIIe siècle.
Dans la première partie de la guerre de Cent Ans, Jean de Tilly, marié à Jeanne des Moustiers, prit le parti de Charles de Navarre (1332-1387) et avec le capitaine de Valognes, Guillaume de la Haye, reprit en février 1364 le Molay-Bacon aux « Ensglais et gascoings », et peu après ils expulsèrent les Anglais de La Rochelle.

### Temps modernes
Jean de Tilly et Jeanne des Moustiers eurent trois enfants dont le second Fraslin, seigneur de Théville, Garnetot et Cauquigny, épousa Guillemette Paisnel, fille de Bertrand Paisnel. Faute d'héritier mâle la terre de Théville passa aux Diénis, d'abord Nicolas, puis son frère Thomas qui entra dans les ordres. La seigneurie de Théville échut ensuite à la famille Boucart par J. Poilley son épouse. Pierre Boucart, son fils, la vendit, vers 1490, à Nicolas de Hennot († 1530) qui fit également l'acquisition des fiefs de Cosqueville en 1497 et Bellanville en 1529. C'est Robert, fils aîné de Gautier de Hennot, qui eut Cosqueville et prit le parti des huguenots, et le cadet, Jean, hérita de la terre de Théville et en 1568 de Cosqueville au décès de son frère tué avec quatre autres individus lors de l'attaque, par les catholiques, d'une maison à Valognes où se tenait un prêche. Son corps, dépouillé, sera traîné dans la rue et laissé pour compte jusqu'au lendemain (6 juin 1568). En 1567, Jean de Hennot, écuyer, sieur de Cosqueville et de Théville, est taxé pour ces fiefs de 12 livres et 10 solz dans le rôle des nobles et roturiers, au titre du ban et de l'arrière ban de la vicomté de Coutances, réalisé par Gilles Dancel, seigneur d'Audouville, lieutenant général du bailli de Cotentin, tenu à Coutances les 20-22 octobre. Le fief de Théville qui valait un huitième de fief de haubert, était tenu du roi sous la baronnie et vicomté de Saint-Sauveur-le-Vicomte.
En décembre 1583, Jean de Hennot, seigneur de Théville, obtint du roi de France Henri III l'autorisation d'établir, les vendredis de chaque semaine en face de l'église, un marché public. On construisit des halles et Jean de Hennot en percevait les droits. La cour des Halles rappelle ce marché ; des piliers subsistent encore dans la propriété qui était en 1893 la possession de M. Mouchel. Le marché, qui concurrençait celui de Saint-Pierre, créé en 1517, donnant lieu à des rixes continuelles, périclita et disparut vers 1661.
Jean s'éteignit en 1591 et c'est son fils aîné, Olivier, qui fut seigneur de Cosqueville, Théville revenant au cadet, Guillaume, qui fit construire à la Cour de Théville le bâtiment qui porte la date de 1628. Il eut deux fils et deux filles. Le cadet Louis devint par mariage le chef de la branche des seigneurs du Rozel. René de Hennot, l'aîné, capitaine de cavalerie, seigneur de Théville, de Montmartin et Chef-du-Pont et fit successivement deux brillants mariages.
François de Hennot, le fils aîné, hérita de la terre et fit construire les bâtiments qui ferme au sud la Cour de Théville. Au-dessus de la porte, sur le cadran solaire est gravée la date de 1704 avec les armes des Hennot. De ses nombreux enfants, trois firent une brillante carrière : Louis-François, le cadet, chevalier de Théville entra dans les mousquetaire du roi et fut blessé le 11 septembre 1709 à la bataille de Malplaquet, Jean-François-Guy fut docteur en Sorbonne et reçu chevalier de l'ordre de Malte puis embrassa la carrière ecclésiastique en devenant vicaire général de Coutances, et Charles de Hennot, capitaine au régiment de Champagne et également blessé à Malplaquet, qui hérita de Théville. Resté célibataire il vend sa terre de Théville en 1757 à Jacques de Vauquelin (1715-1773). Charles décéda en 1785, et lors de la Révolution, sa veuve et ses fils émigrèrent et leurs biens confisqués.
Entre-temps, c'est à Théville que les trente paroisses du Val de Saire firent le 26 février 1590, leurs soumissions au Roi, fatiguées des guerres de Religion et les menaces de représailles à la suite des luttes de François de la Cour († 1592), chef des huguenots du Cotentin (cf. château du Tourps).

### Époque contemporaine
Le château de Théville acheté par le sieur Morin fut démoli vers 1820 par un sieur Delatour. Le domaine fut ensuite racheté par le comte de Blangy, fils de Charlotte de Hennot.
En 1884, Mme Dutot légua tous ses biens à la commune afin que celle-ci établisse une école gratuite pour les filles pauvres et fournir aux malades indigents du linge et du bouillon.

## Politique et administration
| Période   | Période   | Identité            | Étiquette | Qualité                                                           |
| --------- | --------- | ------------------- | --------- | ----------------------------------------------------------------- |
| 1973      | 1995      | Robert de Brix      |           | Retraité agricole                                                 |
| 1995      | mars 2008 | Jacques Mouchel     |           | Retraité agricole                                                 |
| mars 2008 | mars 2014 | Nicole Paul         | PS        | Responsable associative, conseillère régionale (à partir de 2007) |
| mars 2014 | En cours  | Valérie Houllegatte | SE        | Agricultrice                                                      |

Le conseil municipal est composé de onze membres dont le maire et trois adjoints.
Le 5 février 1973, neuf conseillers municipaux démissionnèrent en protestation contre la lenteur des négociations entre la CCI Cherbourg-Cotentin et l'association contre les nuisances sonores de l'aéroport.

## Population et société

### Démographie
L'évolution du nombre d'habitants est connue à travers les recensements de la population effectués dans la commune depuis 1793. Pour les communes de moins de 10 000 habitants, une enquête de recensement portant sur toute la population est réalisée tous les cinq ans, les populations de référence des années intermédiaires étant quant à elles estimées par interpolation ou extrapolation. Pour la commune, le premier recensement exhaustif entrant dans le cadre du nouveau dispositif a été réalisé en 2006.
En 2022, la commune comptait 311 habitants, en évolution de −2,51 % par rapport à 2016 (Manche : −0,31 %, France hors Mayotte : +2,11 %).
Théville a compté jusqu'à 628 habitants en 1806.
| 1793 | 1800 | 1806 | 1821 | 1831 | 1836 | 1841 | 1846 | 1851 |
| ---- | ---- | ---- | ---- | ---- | ---- | ---- | ---- | ---- |
| 501  | 528  | 628  | 569  | 503  | 520  | 490  | 496  | 485  |

| 1856 | 1861 | 1866 | 1872 | 1876 | 1881 | 1886 | 1891 | 1896 |
| ---- | ---- | ---- | ---- | ---- | ---- | ---- | ---- | ---- |
| 473  | 457  | 443  | 392  | 437  | 410  | 392  | 379  | 350  |

| 1901 | 1906 | 1911 | 1921 | 1926 | 1931 | 1936 | 1946 | 1954 |
| ---- | ---- | ---- | ---- | ---- | ---- | ---- | ---- | ---- |
| 345  | 333  | 350  | 280  | 293  | 264  | 273  | 259  | 250  |

| 1962 | 1968 | 1975 | 1982 | 1990 | 1999 | 2006 | 2011 | 2016 |
| ---- | ---- | ---- | ---- | ---- | ---- | ---- | ---- | ---- |
| 235  | 218  | 183  | 186  | 235  | 241  | 304  | 296  | 319  |

| 2021 | 2022 | - | - | - | - | - | - | - |
| ---- | ---- | - | - | - | - | - | - | - |
| 320  | 311  | - | - | - | - | - | - | - |

### Manifestations culturelles et festivités
Il s'y tient la fête Sainte-Anne à la fin juillet.

## Culture locale et patrimoine

### Lieux et monuments

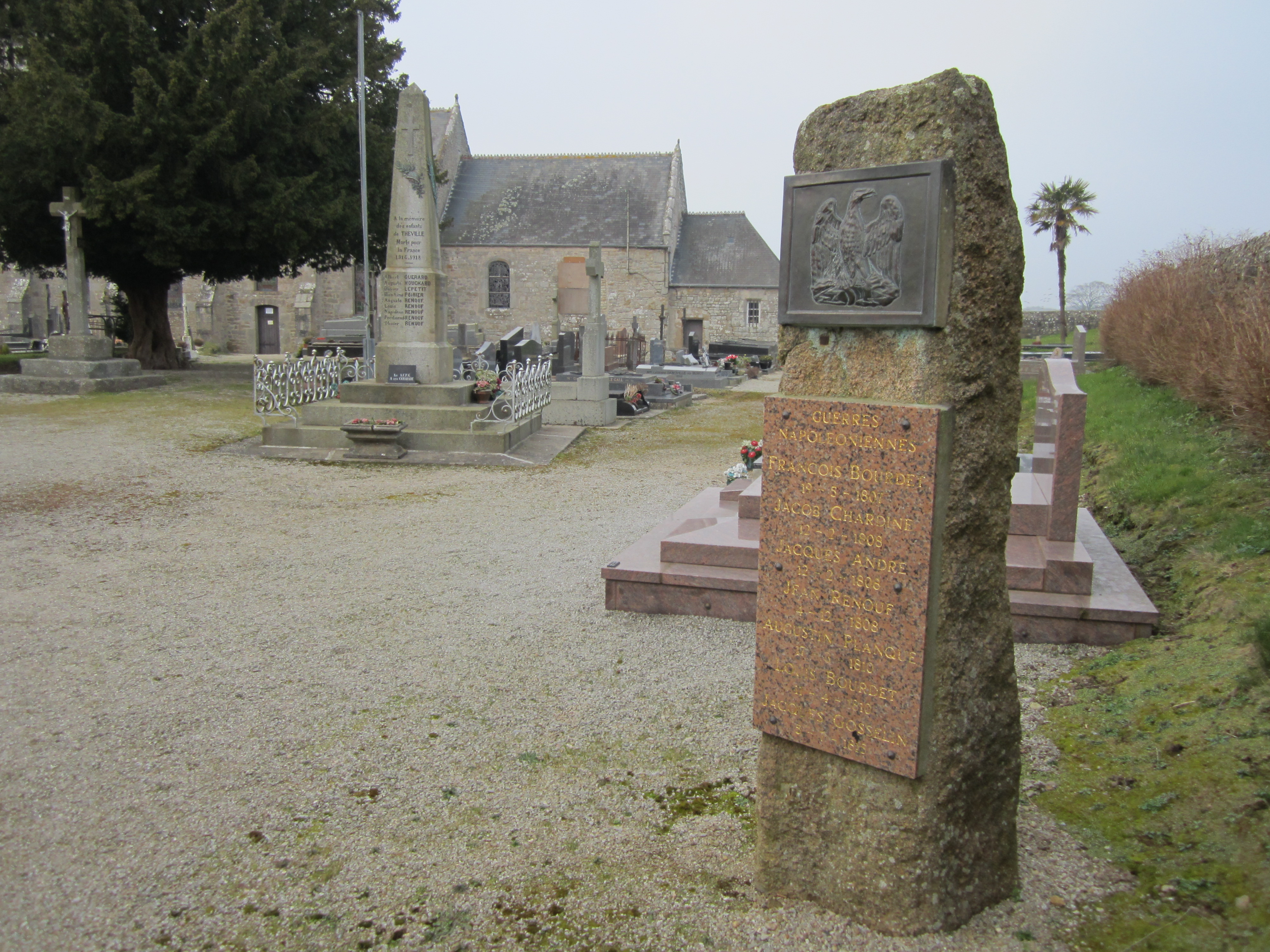
Monument aux morts des guerres napoléoniennes.

- Église Notre-Dame (ou Notre-Dame-et-Sainte-Anne), des XVIIe et XVIIIe siècles avec sa charpente du XVIIIe. Son clocher en bâtière date de 1808 en remplacement d'une flèche renversée en 1793 par un orage[40].

L'édifice abrite un maître-autel du XIXe, une statue de saint Jacques le Majeur du XVe, un christ en croix du XVIIIe, une verrière du XXe de Léon Mazuet et Georges Sagot.
- Ancien presbytère XIXe siècle.
- Statue de saint Joseph, dans une niche réalisée en 1884, au hameau de Saussetour. À cet emplacement se dressait la chapelle Saint-Joseph, fondée en 1602 par Guillaume Renouf, sieur de la Madeleine, en même temps qu'une école. À la Révolution école et chapelle furent supprimées et les revenus confisqués[32].
- Croix de chemin dite de la Croix Rompue et la Croix Saucy du XIXe siècle à Saussetour.
- Croix de cimetière du XIXe siècle et if funéraire
- Manoir de la Cour de Théville près de l'église. Il ne subsiste du château démoli vers 1820 qui se situait en haut de la cour derrière le puits, que les communs, dont le bâtiment daté de 1628, bâtie par Guillaume de Hennot et la porterie au-dessus de laquelle on peut voir un cadran solaire avec la date gravée de 1704 et en partie inférieure les armes gravées de la famille de Hennot : de gueules au croissant d'argent accompagné de trois étoiles d'or, 2 en chef et 1 en pointe, famille anoblie en 1510[41].
- Manoir de Sauxtour avec sa tourelle pointue.
- Maison ancienne, cour des Halles.
- Lavoirs de la chaussée Perrouelle, du Hameau du Bas, de Sauxtour et du Hameau Dudevie.
- Monument dans le cimetière à la mémoire des soldats de la Grande Armée originaires de Théville. La stèle fut érigée en 2007 par le Souvenir napoléonien.
- Six lavoirs dont le plus ancien se situe dans le marais communal.

### Personnalités liées à la commune
- Au XIIe siècle, en Italie méridionale, on trouve un certain Raoul de Théville[42] et ses fils Simon († 1158/1159), Eudes († apr. 1158) et Guillaume († 1165). En Italie, le nom de la famille Théville, qui possédait des terres dans la région d'Avellino, sera par la suite italianisé en Tivilla. Foulques de Théville, fils de Guillaume, voit son fief de Nusco confisqué en raison de son comportement séditieux[43] (probablement sous le règne agité du roi Guillaume Ier de Sicile ou lors de la minorité du roi Guillaume II de Sicile  ).